# Ciona pomponiae
Ciona pomponiae is een zakpijpensoort uit de familie van de Cionidae. De wetenschappelijke naam van de soort werd in 1989 voor het eerst geldig gepubliceerd door het echtpaar Claude en Françoise Monniot.